# Ptychadena guibei
Ptychadena guibei es una especie  de anfibios de la familia Ptychadenidae.

## Distribución geográfica
Se encuentra en el este de Angola, Botsuana, República Democrática del Congo, Malaui, Mozambique, Namibia, Zambia, Zimbabue y, posiblemente también, en Tanzania.  